# Кучеча
Кучеча (груз. კუჭეჭა) — село в Грузии, в муниципалитете Душети края Мцхета-Мтианети. 

## География
Село расположено в северной части края, в 54 километрах по прямой к северо-востоку от центра муниципалитета Душети. Высота центра — 1360 метров над уровнем моря.

## Население
По данным переписи населения 2014 года, в селе проживало 5 человек.
| Год  | Население | Мужчины | Женщины |
| ---- | --------- | ------- | ------- |
| 2002 | 19        | 12      | 7       |
| 2014 | 5         | 3       | 2       |